# 道坂昭廣
道坂 昭廣（みちさか あきひろ）は、日本の中国文学者。専門は中国古典文学、日本漢文学。京都大学大学院人間・環境学研究科共生文明学専攻歴史文化社会論講座教授。蘆北賞受賞。

## 人物・経歴
浪速高等学校を経て、1982年島根大学法文学部東洋文学語学専修卒業。1985年京都大学大学院文学研究科中国文学専攻修士課程修了。1985年から86年まで北京大学留学（中国政府給費留学生）。1988年京都大学大学院文学研究科博士課程中退、三重大学人文学部講師。1991年三重大学人文学部助教授。1999年京都大学総合人間学部助教授。2006年橋本循記念会蘆北賞受賞。2007年京都大学大学院人間・環境学研究科准教授。2012年京都大学大学院人間・環境学研究科教授。2017年博士（文学）。

## 著書
- 『正倉院藏《王勃詩序》校勘』（香港大學饒宗頤學術館） 2011年
- 『『王勃集』と王勃文学研究』（研文出版） 2016年